# Lomographa micantaria
Lomographa micantaria är en fjärilsart som beskrevs av Pieter Cornelius Tobias Snellen 1874. Lomographa micantaria ingår i släktet Lomographa och familjen mätare. Inga underarter finns listade i Catalogue of Life.